# Eulimnadia inflecta
Eulimnadia inflecta är en kräftdjursart. Eulimnadia inflecta ingår i släktet Eulimnadia och familjen Limnadiidae. Inga underarter finns listade i Catalogue of Life.